# Pyratula alpicola
Pyratula alpicola är en tvåvingeart som beskrevs av Chandler och Blasco-zumeta 2001. Pyratula alpicola ingår i släktet Pyratula och familjen platthornsmyggor.
Artens utbredningsområde är Schweiz. Inga underarter finns listade i Catalogue of Life.